# 朵颜卫
朵颜卫，明朝兀良哈三卫之一。因朵颜山（索岳尔济山）得名，明中期以后，朵颜卫的势力最强，在汉籍中常常将泰宁、福余、朵颜三卫合称作“兀良哈三卫”，意思是“兀良哈等三卫”。
洪武二十二年（1389年）置朵颜卫，属羁縻卫。牧地初在今内蒙古自治区东部绰尔河流域。其首领是成吉思汗部将者勒蔑的后裔。终明一代，其与明廷的关系一直是时服时叛，一度归降于瓦剌也先和土默特俺答汗。宣德、正统以后南迁至今内蒙古自治区赤峰市翁牛特旗以南及河北省北部长城外。首领花当经常率部寇边入侵，但也偶尔与明朝互市。16世纪中叶后依附于漠南蒙古喀喇嗔部，成为清代喀喇沁各旗的始祖。